# Wohlfahrtsausschuss

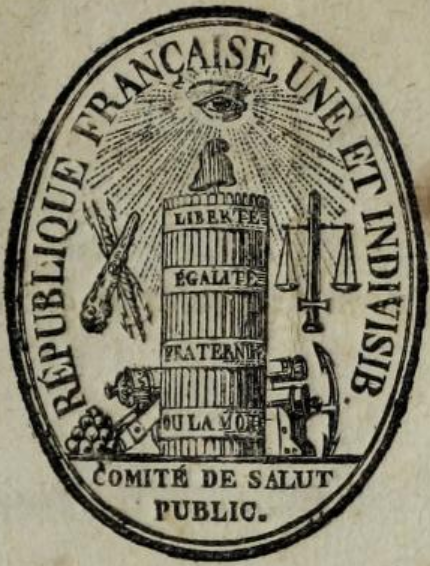
Das Emblem des Wohlfahrtsausschusses. Dargestellt sind ein Rutenbündel, darüber eine Jakobinermütze und ein Auge der Vorsehung und um das Rutenbündel herum weitere Symbole. Der Text bedeutet zu Deutsch: Französische Republik, eins und unteilb[ar] (am Rand, gebogen); Freiheit, Gleichheit, Brüderlichkeit, oder der Tod (auf dem Rutenbündel); Komitee der öffentlichen Wohlfahrt (unten).

Der Wohlfahrtsausschuss (französisch Comité de salut public) wurde am 5. und 6. April 1793 während der Französischen Revolution vom Nationalkonvent als Ausschuss der öffentlichen Wohlfahrt und der allgemeinen Verteidigung eingerichtet. Er diente als Exekutivorgan des Nationalkonvents.

## Vorgeschichte
Der Nationalkonvent hatte insgesamt 18 Ausschüsse verschiedener Kompetenz und Größe eingerichtet, zwischen denen es oft zu Problemen der Zuständigkeit kam. Daher wurde ab dem 4. Januar 1793 ein Allgemeiner Verteidigungsausschuss eingerichtet, der aus je drei Mitgliedern der sieben wichtigsten Ausschüsse bestand.
Da dieser Ausschuss sich als wenig effektiv erwies und gar beißenden Spott von Dumouriez ertragen musste, wurde schon zum 25. März die Wohlfahrtskommission mit 25 Mitgliedern eingerichtet, darunter das Urgestein der Revolution Emmanuel Joseph Sieyès, aber auch Georges Danton und Maximilien Robespierre.

## Geschichte
Die Organisation änderte sich bereits ab dem 6. April wieder, als aus dem Wohlfahrtsausschuss der „Wohlfahrtsausschuss“ genannte Teil vom eigentlichen Sicherheitsausschuss (Comité de sûreté générale) getrennt wurde und nun neun (später zwölf) Mitglieder hatte. Seine Hauptaufgabe bestand ursprünglich in der Kontrolle des Konvents und der Regierung, ebenso in der Koordination der Verteidigung der Revolution nach innen und außen. In dringenden Fällen konnte er auch die Verfügungen der Minister suspendieren und selbstständig nötige Maßregeln ergreifen. Seine Vollmacht war auf einen Monat beschränkt und musste dann erneuert werden, wie auch die Mitglieder nur auf einen Monat gewählt waren.
Nachdem die weniger radikalen Girondisten Mitte 1793 beseitigt worden waren, gelang es den Führern der Jakobiner (Robespierre, Danton, der sich bereits unter den ersten Mitgliedern des Ausschusses befunden hatte und an dessen Stelle Robespierre am 27. Juli 1793 eingetreten war, und Louis Antoine de Saint-Just), den Ausschuss unter ihre Kontrolle zu bringen. Sie bauten den Wohlfahrtsausschuss bis Ende 1793 zur zentralen Schaltstelle der Macht um. Am 10. Oktober erhielt das Gremium unbeschränkte Vollmachten zugebilligt. Vor allem unter dem Einfluss Robespierres wurde der Wohlfahrtsausschuss, ausgestattet mit diktatorischen Vollmachten, zum Organ der jakobinischen Schreckensherrschaft.
Im September 1793 erließ der Konvent ein „Gesetz über die Verdächtigen“, um die Feinde der Republik bekämpfen zu können. Es entstanden Revolutionstribunale, die Beschuldigte verurteilten, ohne dass ein Widerspruch gegen das Urteil geleistet werden konnte. Es kam immer häufiger zu Anschuldigungen und Verdächtigungen. Keiner traute mehr dem anderen. In dieser Zeit wurden ca. 500.000 Menschen verhaftet und 40.000 von ihnen wurden verurteilt und hingerichtet.
Am 9. Thermidor II, dem 27. Juli 1794, wurden Robespierre und seine Anhänger durch die Thermidorianer gestürzt und hingerichtet. Als Ursache sehen einige die Terrorherrschaft des Wohlfahrtsausschusses und des Revolutionstribunals. Andere sehen den Sturz als die Folge einer bürgerlichen und kleinbürgerlichen Konterrevolution, wobei eine solche auf jede Revolution folge und diesmal erfolgreich gewesen sei (vergleiche zum Beispiel Sowjetthermidor).
Die Einflussmöglichkeiten des Ausschusses wurden danach auf die Leitung der militärischen und diplomatischen Geschäfte begrenzt. Im Oktober 1795 wurde der Wohlfahrtsausschuss schließlich ganz aufgelöst.

## Mitglieder

### Erster Wohlfahrtsausschuss
Der erste Wohlfahrtsausschuss (April bis Juli 1793) setzte sich aus folgenden Mitgliedern zusammen:
- Bertrand Barère, Abgeordneter aus dem Département Hautes-Pyrénées
- Théophile Berlier, aus Côte d’Or (25. Juni bis 30. Juli 1793)
- Jean-Jacques Bréard, aus Charente-Inférieure, zurückgetreten am 25. Juni 1793
- Pierre Joseph Cambon, aus Hérault
- Georges Danton, aus Paris
- Jean Antoine Debry, aus Aisne, zurückgetreten und ersetzt durch Robert Lindet, aus Eure
- Jean-François Delacroix, aus Eure-et-Loir
- Jean-François Delmas, aus Haute-Garonne
- Louis Bernard Guyton-Morveau, aus Côte d’Or
- Jacques Alexis Thuriot, aus Marne
- Jean-Baptiste Treilhard, aus Seine-et-Oise, zurückgetreten am 16. Juni 1793

### Zeit des Terrors
Vom 20. September 1793 bis 27. Juli 1794 war die Zusammensetzung des Wohlfahrtsausschusses unverändert (mit Ausnahme von Hérault de Séchelles):
- Bertrand Barère aus dem Département Hautes-Pyrénées
- Jacques Nicolas Billaud-Varenne, Abgeordneter aus Paris
- Lazare Carnot, aus Pas-de-Calais
- Jean-Marie Collot d’Herbois, aus Paris
- Jeanbon St. André, aus Lot
- Georges Couthon, aus Puy-de-Dôme
- Marie-Jean Hérault de Séchelles, aus Seine-et-Oise (im Dezember 1793 ausgeschlossen, hingerichtet am 5. April 1794)
- Pierre Louis Prieur, aus Marne
- Claude-Antoine Prieur, aus Côte-d’Or
- Maximilien de Robespierre, aus Paris
- Louis Antoine de Saint-Just, aus Aisne
- Robert Lindet, aus Eure

## Wohlfahrtsausschuss 1871
Auch während der Pariser Kommune 1871 bestand für kurze Zeit ein Wohlfahrtsausschuss, dem unter anderen Charles Delescluze und Raoul Rigault angehörten.